# Dugu
Dugu ou Ducu (Duku) foi um maí (rei) do Império de Canem da dinastia dugua ou Bani Ducu que alegadamente governou por 250 anos, talvez no século IX. Era filho e sucessor de Ibraim com sua esposa Gafalu ou Gafalua da tribo dos cais e foi sucedido por seu filho Funa. Foi fundador epônimo de sua dinastia e segundo as lendas locais travou uma guerra no sul e deixou alguns descendentes pagãos como os buns, tuburis, musgus e tedas. Foi sepultado em Iari Arfassa (Yeri Arfasan) ou Iara Arbasam (Yari Arbasan), que na descrição dada a Heinrich Barth pelos nativos de Estado, estava ao sul de Tuburi, em Musgu; Barth julgou que a afirmação estava errava e propôs que o túmulo estava em Ira, em Canem.